# Branko Žgaljardić
Branko Žgaljardić (Rijeka, 20. svibnja 1954.), hrvatski kickboksač, svjetski prvak.
Pobjednik prvog svjetskog prvenstva u full contactu u povijesti, održanog 1978. godine u Berlinu. Za taj povijesni uspjeh je dobio i Nagradu grada Rijeke. Ovom događaju prethodilo je 3. europsko prvenstvo održano u Milanu 1979. godine na kojima je on za borce do 84 kilograma zauzeo prvo mjesto, a Branko Cikatić za borce do 79 kilograma.

## Vanjske poveznice
- Lokalpatrioti Rijeka Intervju: Branko Žgaljardić